# 유튜브 프리미엄
유튜브 프리미엄(YouTube Premium, 이전 이름: 뮤직 키(Music Key), 유튜브 레드(YouTube Red))은 미국의 동영상 플랫폼 유튜브에서 제공하는 구독 서비스이다. 이 서비스는 서비스 전반에 걸쳐 광고 없이 콘텐츠를 이용할 수 있을 뿐만 아니라, 사이트 제작자와 협력하여 제작한 프리미엄 유튜브 오리지널 프로그램을 이용하고, 모바일 기기에서 동영상을 다운로드하고 백그라운드 재생으로 동영상을 시청하고, 유튜브 뮤직 음악 스트리밍 서비스를 이용하는 등 다양한 혜택을 제공한다. 1억 2천 5백만 명 이상의 구독자를 보유하고 있다.
이 서비스는 원래 2014년 11월 14일에 뮤직 키로 출시되어, 참여하는 음반사의 유튜브 및 구글 플레이 뮤직의 뮤직 비디오를 광고 없이 스트리밍하는 서비스를 제공했다. 이 서비스는 2015년 10월 21일 유튜브 레드로 개편 및 재출시되었으며, 음악 콘텐츠에만 한정하지 않고 모든 유튜브 동영상에 광고 없이 접근할 수 있도록 범위를 확대했다.
유튜브는 2018년 5월 17일에 별도의 유튜브 뮤직 구독 서비스 재개와 함께 서비스 이름을 유튜브 프리미엄으로 변경한다고 발표했다. 그해 말, 유튜브는 해당 서비스와 관련된 일부 오리지널 콘텐츠를 광고 지원 방식으로 제공할 계획이라는 보도가 나왔다.

## 역사

2017년부터 2018년까지의 유튜브 레드 로고

### 뮤직 키
이 서비스는 2014년 11월에 뮤직 키라는 이름으로 처음 공개되었으며, 유튜브와 구글 플레이 뮤직 간의 협력으로 시작되었고, 구글 플레이 뮤직의 "올 액세스" 서비스를 대체하기 위함이었다. 뮤직 키는 유튜브에 호스팅된 참여 음반사의 뮤직 비디오를 광고 없이 재생하고, 유튜브 앱 내에서 모바일 기기에서 뮤직 비디오를 백그라운드 및 오프라인으로 재생할 수 있도록 했다. 이 서비스에는 또한 광고 없는 음악 라이브러리 오디오 스트리밍을 제공하는 구글 플레이 뮤직 올 액세스도 포함되었다. 뮤직 키와 함께 구글은 플레이 뮤직과 유튜브 앱 간의 통합을 강화하여 음악 추천 공유 및 플레이 뮤직 앱 내에서 유튜브 뮤직 비디오 접근 기능을 도입했다. 뮤직 키는 유튜브의 프리미엄 콘텐츠에 대한 첫 시도는 아니었다. 유튜브는 2010년에 영화 대여 서비스를 출시했고, 2013년에는 프리미엄 구독 기반 채널을 출시했다.
초대 전용 베타 기간 동안, 뮤직 키는 제한적인 서비스 범위로 인해 엇갈린 평가를 받았다. 유튜브의 최고 사업 책임자 로버트 킨클은 자신의 딸이 겨울왕국의 노래 비디오가 서비스 범위 내에서 "음악"이 아니어서 광고 없이 재생되지 않는 이유를 혼란스러워했다고 설명했다. 이러한 우려와 다른 문제들로 인해 뮤직 키 개념이 유튜브 레드를 만들기 위해 개편되었다.

### 유튜브 레드
유튜브 레드는 2015년 10월 21일에 공식적으로 공개되었다. 뮤직 키와 달리 유튜브 레드는 음악 콘텐츠뿐만 아니라 모든 동영상에 광고 없는 스트리밍을 제공하도록 설계되었다. 이러한 변화를 위해 유튜브는 콘텐츠 제작자와 저작권자에게 광고 없는 서비스에 콘텐츠를 포함할 수 있도록 허락을 구해야 했다. 새로운 계약 조건에 따라 파트너는 구독자가 자신의 콘텐츠를 시청한 양에 따라 유튜브 레드 구독의 총 수익 중 일부를 받게 되었다.
유튜브는 또한 넷플릭스, 프라임 비디오 및 훌루와 같은 사이트와 경쟁하기 위해 유명 유튜브 인물과 전문 제작자를 활용하여 구독 서비스의 일부로 오리지널 콘텐츠(유튜브 오리지널)를 제공하고자 했다. 로버트 킨클은 많은 유튜브 유명 인물들이 "궁핍한 예산"으로 활동하면서 팔로워를 구축하고 콘텐츠를 만들었음을 인정했지만, "확장하려면 이야기 전달 및 '쇼런닝'과 같은 다른 종류의 기업, 다른 종류의 기술이 필요하다"고 주장했다. 이 서비스의 기획된 오리지널 중 하나에 참여한 유명 유튜브 인물인 퓨디파이는 이 서비스가 광고 차단 사용으로 인한 수익 손실을 완화하기 위한 것이라고 설명했다.
2016년 5월 18일, 유튜브 레드와 유튜브 뮤직이 오스트레일리아와 뉴질랜드에서 출시되었는데, 이들은 미국 외에 이 서비스를 처음으로 이용할 수 있게 된 국가였다.
2016년 8월 3일, 유튜브 키즈 앱에 유튜브 레드 지원이 추가되었다. 2016년 12월 6일, 유튜브 레드는 대한민국으로 확장되었다.

### 유튜브 프리미엄으로
2018년 6월 18일, 유튜브는 서비스를 유튜브 프리미엄으로 리브랜딩했다. 신규 구독자의 서비스 가격도 월 9.99달러에서 11.99달러로 변경되었다. 기존 가격 및 유튜브 프리미엄과 구글 플레이 뮤직의 번들링은 리브랜딩 이전에 구독한 일부 국가에서 유지되었다. 리브랜딩과 함께 서비스는 캐나다 및 11개 유럽 국가(오스트리아, 핀란드, 프랑스, 독일, 아일랜드, 이탈리아, 노르웨이, 러시아, 스페인, 스웨덴, 영국)로 확장되었다.
리브랜딩은 음악 스트리밍 서비스로서의 유튜브 뮤직 재출시와 함께 이루어졌으며, 애플 뮤직 및 스포티파이와 주로 경쟁하는 9.99달러 가격의 음악 중심 구독 옵션(유튜브 뮤직 프리미엄)을 유튜브 프리미엄 아래에 다시 도입했다. 리브랜딩은 또한 이전 "유튜브 레드"라는 이름이 인터넷 포르노그래피 웹사이트 레드튜브와 혼동될 수 있다는 내부 우려 속에서 이루어졌다.
2019년 7월까지 유튜브 프리미엄과 유튜브 뮤직 프리미엄은 약 60개 국가 및 지역에서 구독 가격 차이를 두고 이용할 수 있었다. 2020년 4월 20일, 인도 구독자를 위한 통합 결제 인터페이스 지원이 추가되었다.
2021년 8월, 유튜브는 벨기에, 덴마크, 핀란드, 룩셈부르크, 노르웨이, 스웨덴과 같은 유럽 시장에서 "유튜브 프리미엄 라이트"라는 두 번째 구독 등급을 €6.99의 가격으로 시험 운영하기 시작했다. 이 등급은 광고 없는 시청 혜택만 포함했다. 유튜브는 2023년 10월에 프리미엄 라이트 요금제를 중단했다.
2022년 9월, 유튜브는 모든 유튜브 동영상의 4K 해상도 스트리밍을 유튜브 프리미엄 뒤에 유료화하는 것을 시험했다. 비판이 쏟아지자 이 시험은 2022년 10월 중순에 종료되었다. 2023년 4월, 유튜브는 일부 동영상에서 향상된 비트레이트 1080p 옵션을 제공하는 이 개념의 변형을 시험하기 시작했다.
2022년 7월 현재, 미국에서 이 서비스의 개인 계정 가격은 월 13.99달러로 인상되었다 (애플 앱 스토어를 통해 구매 시 18.99달러).

## 기능
유튜브 프리미엄 구독은 사용자가 웹사이트와 전용 유튜브 뮤직 및 유튜브 키즈 앱과 서비스를 포함한 모바일 앱에서 광고 없이 유튜브 동영상을 시청할 수 있도록 한다. 앱을 통해 사용자는 동영상을 기기에 저장하여 오프라인으로 시청하고, 오디오를 백그라운드에서 재생하며, 안드로이드 오레오 이상에서는 픽처 인 픽처 모드로 재생할 수 있다. 유튜브 프리미엄은 또한 구독자 전용의 오리지널 콘텐츠를 제공하며, 이는 유튜브의 가장 큰 제작자들이 만들고 게시한다.

## 콘텐츠
유튜브 프리미엄은 전문 스튜디오 및 유튜브 인물과 협력하여 제작된 오리지널 영화 및 시리즈를 유튜브 오리지널이라는 이름으로 제공한다. 다중 에피소드 시리즈의 경우, 유튜브 오리지널 시리즈의 첫 에피소드는 무료로 제공된다. 서비스가 아직 제공되지 않는 일부 국가에서는 개별 에피소드를 유튜브 또는 구글 TV (서비스)를 통해 구매할 수도 있다. 유튜브 오리지널에 대한 접근 권한은 유튜브의 별도 스트리밍 텔레비전 서비스인 유튜브 TV에도 포함되지만, 서비스의 다른 혜택을 위해서는 여전히 유튜브 프리미엄 구독이 필요하다.
2018년 11월, 유튜브는 2020년까지 일부 프리미엄 프로그램을 광고 지원 방식으로 무료로 제공할 계획이라는 보도가 나왔다. 프리미엄 구독은 여전히 광고 없는 접근, 오리지널 콘텐츠의 시간 한정 독점 기간, 그리고 무료로 제공되지 않는 콘텐츠를 포함할 예정이었다. 유튜브는 2022년 1월에 유튜브 오리지널 프로그램을 대폭 축소했다.

## 반응
유튜브 프리미엄에 대한 반응은 소비자들과 언론인들 사이에서 엇갈렸다. 와이어드의 데이비드 닐드는 이 프리미엄 서비스가 소비자들에게 가치가 있다고 주장하며, 음악 스트리밍 서비스를 포함할 뿐만 아니라 광고 없음과 동영상 다운로드 및 백그라운드 재생 기능이 소비자들에게 유용하다고 말했다. 구독자들에게 실험적인 기능을 출시하는 것도 닐드에게는 이점이었으며, 현재 이 기능에는 동영상 핀치 투 줌 기능이 포함되어 있다. 더 모틀리 풀의 애슐리 마레디는 닐드의 의견에 동의하며, 이 혜택이 유튜브 키즈에도 적용된다는 점을 추가로 언급했다.
안드로이드 어소리티의 아다미야 샤르마는 이 서비스가 열렬한 유튜브 시청자에게만 가치가 있으며, 사용자가 모든 기능을 사용하지 않는다면 유튜브 프리미엄 구독은 가치가 없을 것이라고 주장했다. 또한, 샤르마는 유튜브가 시청자에게 프리미엄 구독을 강요하는 방식에 대해 강하게 비판하며, 이러한 시도가 사용자들을 경쟁사인 틱톡으로 이끌었다고 주장했다. 일부는 유튜브 프리미엄의 유료 기능이 무료 온라인 도구로도 쉽게 복제될 수 있다고 지적했으며, 특히 유튜브 동영상 다운로더 도구가 프리미엄의 다운로드 기능을 대체하고 애드블록이 광고를 제거하기 위해 비용을 지불할 필요성을 없앤다고 언급했다.
2024년 2월, 유튜브 프리미엄 서비스는 1억 명 이상의 구독자를 돌파했다.

### 채널 라이선스 약관
2014년 5월, 뮤직 키 서비스의 공식 공개 이전에 월드와이드 인디펜던트 네트워크라는 독립 음악 무역 단체는 유튜브가 다른 스트리밍 서비스에 비해 "저평가"된 협상 불가능한 계약을 독립 레이블과 사용하고 있으며, 레이블이 새로운 약관에 동의하지 않으면 해당 레이블의 동영상을 공개 접근에서 차단하겠다고 위협했다고 주장했다. 2014년 6월 파이낸셜 타임스와의 인터뷰에서 로버트 킨클은 이러한 조치가 "플랫폼의 모든 콘텐츠가 새로운 계약 조건에 따르도록 보장하기 위한 것"이라고 확인했다. 90%의 레이블이 계약을 체결했다고 언급하며, 그는 "우리가 100% 성공률을 달성했으면 좋겠지만, 그것이 달성 가능한 목표는 아니라는 것을 이해하며, 따라서 향상된 음악 경험을 출시하는 것은 사용자들과 업계에 대한 우리의 책임이다"라고 덧붙였다. 파이낸셜 타임스는 나중에 유튜브가 이 서비스에 포함하기 위해 20,000개 이상의 독립 레이블을 대표하는 무역 단체인 멀린 네트워크와 총괄 계약을 체결했다고 보도했다. 그러나 유튜브 자체는 이 계약을 확인하지 않았다.
유튜브 레드 공개 이후, 이러한 동일한 계약 요구 사항이 이제 모든 유튜브 파트너 프로그램 회원에게 적용될 것이라고 명시되었다. 유튜브 레드 서비스와 관련된 새로운 약관 및 수익 공유 계약을 수락하지 않는 파트너는 유튜브 레드를 이용할 수 있는 지역에서 동영상이 완전히 차단된다. ESPN의 유튜브 채널은 이러한 변화의 영향을 받은 주요 당사자였다. ESPN의 모회사인 월트 디즈니 컴퍼니의 대표는 ESPN 유튜브 동영상에 포함된 스포츠 영상과 관련된 제3자 권리 보유자와의 갈등으로 인해 새로운 약관으로 동영상을 제공할 수 없다고 밝혔다. 소수의 오래된 동영상은 ESPN의 주요 채널에 남아 있다.
마찬가지로 일본 음반사가 라이선스한 많은 콘텐츠는 유튜브 레드를 이용할 수 있는 지역에서 접근할 수 없게 되었다. 유튜브 레드에서 오프라인 시청을 위해 동영상을 다운로드하는 기능은 일본어 미디어 회사에 망설임의 대상이었는데, 이는 일본 저작권법에 따라 콘텐츠가 언제, 어디서, 어떻게 사용되는지 모니터링해야 할 필요성 때문이었다.

## 지리적 가용성
2024년 3월 현재, 유튜브 프리미엄은 미주, 유럽, 오세아니아 대부분 지역뿐만 아니라 아프리카와 아시아 일부 지역에서도 이용할 수 있으며, 총 119개 시장에서 제공된다. 러시아의 우크라이나 침공 이후, 구글은 유튜브 프리미엄을 포함한 모든 결제 및 구독 기반 서비스를 러시아에서 무기한 중단했다.
| 확장 이력                         | 확장 이력 | 확장 이력                   |
| 뮤직 키 (Music Key)               | 뮤직 키 (Music Key) | 뮤직 키 (Music Key)         |
| 날짜                              | 국가/지역 | 참고자료                    |
| --------------------------------- | --- | --------------------------- |
| 2014년 11월 14일                  | - 미국 | [ 9 ]                       |
| 유튜브 레드 (YouTube Red)         | |                             |
| 날짜                              | 국가/지역 | 참고자료                    |
| 2015년 10월 21일                  | - 미국 | [ 6 ]                       |
| 2016년 5월 18일                   | - 오스트레일리아 - 뉴질랜드 | [ 15 ] [ 16 ]               |
| 2016년 12월 6일                   | - 대한민국 | [ 18 ]                      |
| 유튜브 프리미엄 (YouTube Premium) | |                             |
| 날짜                              | 국가/지역 | 참고자료                    |

유튜브 프리미엄 이용 가능 국가 (As of March 2024)

| 2018년 5월 22일                   | - 오스트레일리아 - 멕시코 - 뉴질랜드 - 대한민국 (유료만 해당) - 미국 | [ 55 ]                      |
| 2018년 6월 18일                   | - 오스트리아 - 캐나다 - 핀란드 - 프랑스 - 독일 - 아일랜드 - 이탈리아 - 노르웨이 - 러시아 (2022년 3월 10일부터 추후 공지 시까지 중단) - 스페인 - 스웨덴 - 영국                                      | [ 56 ] [ 57 ]               |
| 2018년 8월 29일                   | - 벨기에 - 네덜란드 - 덴마크 - 룩셈부르크 | [ 58 ]                      |
| 2018년 9월 26일                   | - 브라질 | [ 59 ]                      |
| 2018년 11월 14일                  | - 칠레 - 콜롬비아 - 일본 - 페루 - 포르투갈 - 스위스 - 우크라이나 | [ 60 ]                      |
| 2019년 3월 13일                   | - 아르헨티나 - 볼리비아 - 코스타리카 - 도미니카 공화국 - 에콰도르 - 엘살바도르 - 과테말라 - 온두라스 - 인도 - 니카라과 - 파나마 - 파라과이 - 남아프리카 공화국 - 우루과이                          | [ 61 ]                      |
| 2019년 5월 16일                   | - 불가리아 - 키프로스 - 체코 - 헝가리 - 북마케도니아 - 폴란드 - 루마니아 | [ 62 ]                      |
| 2019년 7월 17일                   | - 보스니아 헤르체고비나 - 크로아티아 - 에스토니아 - 그리스 - 아이슬란드 - 라트비아 - 리히텐슈타인 - 리투아니아 - 몰타 - 세르비아 - 슬로바키아 - 슬로베니아 - 튀르키예                              | [ 63 ] [ 64 ]               |
| 2019년 9월 11일                   | - 바레인 - 이스라엘 - 쿠웨이트 - 레바논 - 오만 - 카타르 - 사우디아라비아 - 아랍에미리트 | [ 65 ] [ 66 ]               |
| 2019년 11월 6일                   | - 홍콩 - 인도네시아 - 말레이시아 - 필리핀 - 싱가포르 - 중화민국 - 태국 | [ 67 ] [ 68 ]               |
| 2020년 3월 10일                   | - 나이지리아 - 터크스 케이커스 제도 - 베네수엘라 | [ 69 ]                      |
| 2020년 6월 10일                   | - 아메리칸사모아 - 아루바 - 벨라루스 - 버뮤다 - 케이맨 제도 - 이집트 - 프랑스령 기아나 - 프랑스령 폴리네시아 - 과들루프 - 괌 - 북마리아나 제도 - 파푸아뉴기니 - 푸에르토리코 - 미국령 버진아일랜드 | [ 70 ] [ 71 ]               |
| 2023년 4월 12일                   | - 베트남 | [ 72 ]                      |
| 2023년 8월 2일                    | - 방글라데시 - 네팔 - 파키스탄 - 스리랑카 | [ 73 ] [ 74 ] [ 75 ]        |
| 2023년 12월 5일                   | - 알제리 - 캄보디아 - 조지아 - 가나 - 이라크 - 요르단 - 케냐 - 라오스 - 세네갈 - 튀니지 | [ 76 ] [ 77 ] [ 78 ] [ 79 ] |
| 2024년 3월 14일                   | - 아제르바이잔 - 자메이카 - 카자흐스탄 - 리비아 - 모로코 - 레위니옹 - 탄자니아 - 우간다 - 예멘 - 짐바브웨                                                                                          | [ 80 ] [ 81 ] [ 82 ]        |

## 로고 변천사

2014년-2015년
2015년-2017년
2017년-2018년
2018년-2024년 (1차 시기), 2024년-현재 (2차 시기)
2024년-현재